# Premios de la Sociedad Internacional de Cinéfilos 2004
La 1ª edición de los Premios de la Sociedad Internacional de Cinéfilos se celebró en 2004.

## Premios y nominaciones
La película ganadora está resaltada en dorado.

### Mejor película
| País           | Título                                          | Director          |
| -------------- | ----------------------------------------------- | ----------------- |
| Estados Unidos | Cold Mountain                                   | Anthony Minghella |
| Estados Unidos | Elephant                                        | Gus Van Sant      |
| Estados Unidos | Kill Bill: Vol. 1                               | Quentin Tarantino |
| Estados Unidos | Lost in Translation                             | Sofia Coppola     |
| Estados Unidos | Master and Commander: The Far Side of the World | Peter Weir        |
| Estados Unidos | Mystic River                                    | Clint Eastwood    |
| Irán           | Ten                                             | Abbas Kiarostami  |
| Nueva Zelanda  | The Lord of the Rings: The Return of the King   | Peter Jackson     |
| Irlanda        | The Magdalene Sisters                           | Peter Mullan      |
| Nueva Zelanda  | Whale Rider                                     | Niki Caro         |

### Resto de categorías

#### Mejor película en habla no inglesa
- City of God – Fernando Meirelles, Kátia Lund ( Brasil)
- Russian Ark – Aleksandr Sokurov ( Rusia)

#### Mejor director
- Peter Jackson – The Lord of the Rings: The Return of the King
- Quentin Tarantino – Kill Bill: Vol. 1

#### Mejor actor
- Bill Murray – Lost In Translation
- Sean Penn – Mystic River

#### Mejor actriz
- Charlize Theron – Monster
- Uma Thurman – Kill Bill: Volume 1

#### Mejor actor de reparto
- Benicio Del Toro – 21 Grams
- Peter Sarsgaard – Shattered Glass